# Saifen-Boden
Saifen-Boden ist eine ehemalige Gemeinde mit 1033 Einwohnern (Stand: 1. Jänner 2022) im Gerichtsbezirk Fürstenfeld und im politischen Bezirk Hartberg-Fürstenfeld in der Steiermark (Österreich). Im Rahmen der Gemeindestrukturreform in der Steiermark ist die Gemeinde seit 2015 mit den Gemeinden Rabenwald, Pöllau, Schönegg bei Pöllau und Sonnhofen zusammengeschlossen,
die neue Gemeinde führt den Namen Marktgemeinde Pöllau weiter. Grundlage dafür ist das Steiermärkische Gemeindestrukturreformgesetz – StGsrG.
Zwei Anfechtungsverfahren gegen die Gemeindezusammenlegung, welche von der Gemeinde beim Verfassungsgerichtshof eingebracht worden waren, blieben erfolglos.

## Geografie

### Geografische Lage
Saifen-Boden liegt ca. 15 km westlich der Bezirkshauptstadt Hartberg und ca. 35 km nordöstlich der Landeshauptstadt Graz. Die Gemeinde gehört zum Naturpark Pöllauer Tal im Joglland. Die Gemeinde wird von der Pöllauer Safen durchflossen, der im Gemeindegebiet als Saifen entspringt. Zusammen mit seinen Zuflüssen entwässert sie die Gemeinde. Das Gemeindegebiet steigt von Osten nach Westen an. Seinen tiefsten Punkt hat es an der Pöllauer Safen bei Pöllau, seinen höchsten Punkt am westlichen Gemeinderand im Rabenwald.

### Gliederung
Saifen-Boden setzt sich zusammen aus den beiden Katastralgemeinden:
- Obersaifen (907,06 ha) und
- Winkl (987,54 ha)

bzw. aus den beiden Ortschaften
- Obersaifen (814 Einwohner) mit Dörfl, Feldhöf, Höbing, Oberhochegg, Saifen und Unterhochegg
- Winkl-Boden (211 Einwohner) mit Sonnleiten

Fläche Stand: 2015; Einwohner Stand: 1. Jänner 2024

## Geschichte

### Bevölkerungsentwicklung der ehemaligen Gemeinde
| Jahr      | 1869 | 1880 | 1890 | 1900 | 1910 | 1923 | 1934 | 1939 |
| --------- | ---- | ---- | ---- | ---- | ---- | ---- | ---- | ---- |
| Einwohner | 1023 | 940  | 942  | 940  | 989  | 962  | 960  | 941  |
| Jahr      | 1951 | 1961 | 1971 | 1981 | 1991 | 2001 | 2013 |      |
| Einwohner | 960  | 884  | 958  | 917  | 1018 | 1089 | 1026 |      |

Quelle: Statistik Austria

## Politik

### Gemeinderat
Die letzten Gemeinderatswahlen brachten die folgenden Ergebnisse:
| Partei          | 2010    | 2010 | 2010    | 2005 | 2005 | 2005 | 2000 | 2000 | 2000 | 1995 | 1995 | 1995 | 1990 | 1990 | 1990 |
| Partei          | Stimmen | %    | Mandate | St.  | %    | M.   | St.  | %    | M.   | St.  | %    | M.   | St.  | %    | M.   |
| --------------- | ------- | ---- | ------- | ---- | ---- | ---- | ---- | ---- | ---- | ---- | ---- | ---- | ---- | ---- | ---- |
| ÖVP             | 197     | 25   | 4       | 193  | 25   | 4    | 388  | 58   | 10   | 455  | 67   | 10   | 474  | 72   | 7    |
| SPÖ             | 108     | 14   | 2       | 187  | 25   | 3    | 114  | 17   | 2    | 142  | 21   | 3    | 182  | 28   | 2    |
| Bürgerliste     | 481     | 61   | 9       | 378  | 50   | 8    | 129  | 19   | 3    | 84   | 12   | 2    |      |      |      |
| FPÖ             |         |      |         |      |      |      | 37   | 6    | 0    |      |      |      |      |      |      |
| Wahlbeteiligung | 92 %    | 92 % | 92 %    | 91 % | 91 % | 91 % | 87 % | 87 % | 87 % | 89 % | 89 % | 89 % | 96 % | 96 % | 96 % |

Seit der Überschreitung der 1.000-Einwohner-Grenze hatte Saifen-Boden 15 Gemeinderäte.

### Wappen
Blasonierung (Wappenbeschreibung):
„In rotem Schild ein goldgesäumter blauer Pfahl, pfahlweise begleitet vorne von einer goldenen Wasserwaage, hinten von einer goldenen Kornähre.“
Die Verleihung des Gemeindewappens erfolgte mit Wirkung vom 1. August 1998.

### Regionalpolitik
Saifen-Boden war bis Ende 2014 Mitglied im Gemeindeverband Naturpark Pöllauer Tal und mit diesem in der LEADER-Region Oststeirisches Kernland. Am 7. Dezember 2010 wurde der Naturpark Pöllauer Tal auch als Kleinregion konstituiert. Anlässlich der Gemeindestrukturreform 2010–2015 wurde Saifen-Boden mit anderen Gemeinden (Rabenwald, Schönegg bei Pöllau und Sonnhofen) der Kleinregion mit Pöllau fusioniert.

## Wirtschaft und Infrastruktur

### Verkehr
Saifen-Boden liegt abseits der großen Hauptverkehrsstraßen an der Gschaiderstraße L 448 von Pöllau nach Birkfeld. Dort wird in etwa zehn Kilometer die Weizer Straße B 72 von Weiz nach Krieglach erreicht.
Saifen-Boden hat keinen Eisenbahnanschluss. Der nächstgelegene Bahnhof befindet ist in etwa zehn Kilometern Entfernung in Birkfeld, wird aber seit 1973 nicht mehr im Regelbetrieb bedient. Auf der Feistritztalbahn verkehrt seit 1994 lediglich eine Museumsbahn.

## Kultur und Sehenswürdigkeiten

### Parks
Der NaturKRAFTPark ist ein Vergnügungspark für die Seele. Durch zahlreiche Wahrnehmungsübungen ermöglicht er es, der Natur und auch einem selbst näher zu kommen.

### Sport
Der Naturbadeteich ist Teil eines Biotops, das viele Pflanzen und Tiere beherbergt. Durch seinen besonderen Schutz bietet es durch natürliche Reinigung eine hervorragende Wasserqualität.
Durch ihre ländliche Lage und ihre hügelige Landschaft gibt es in der Gemeinde Saifen-Boden eine Vielzahl von Wanderwegen.